# Christoffer Valkendorff

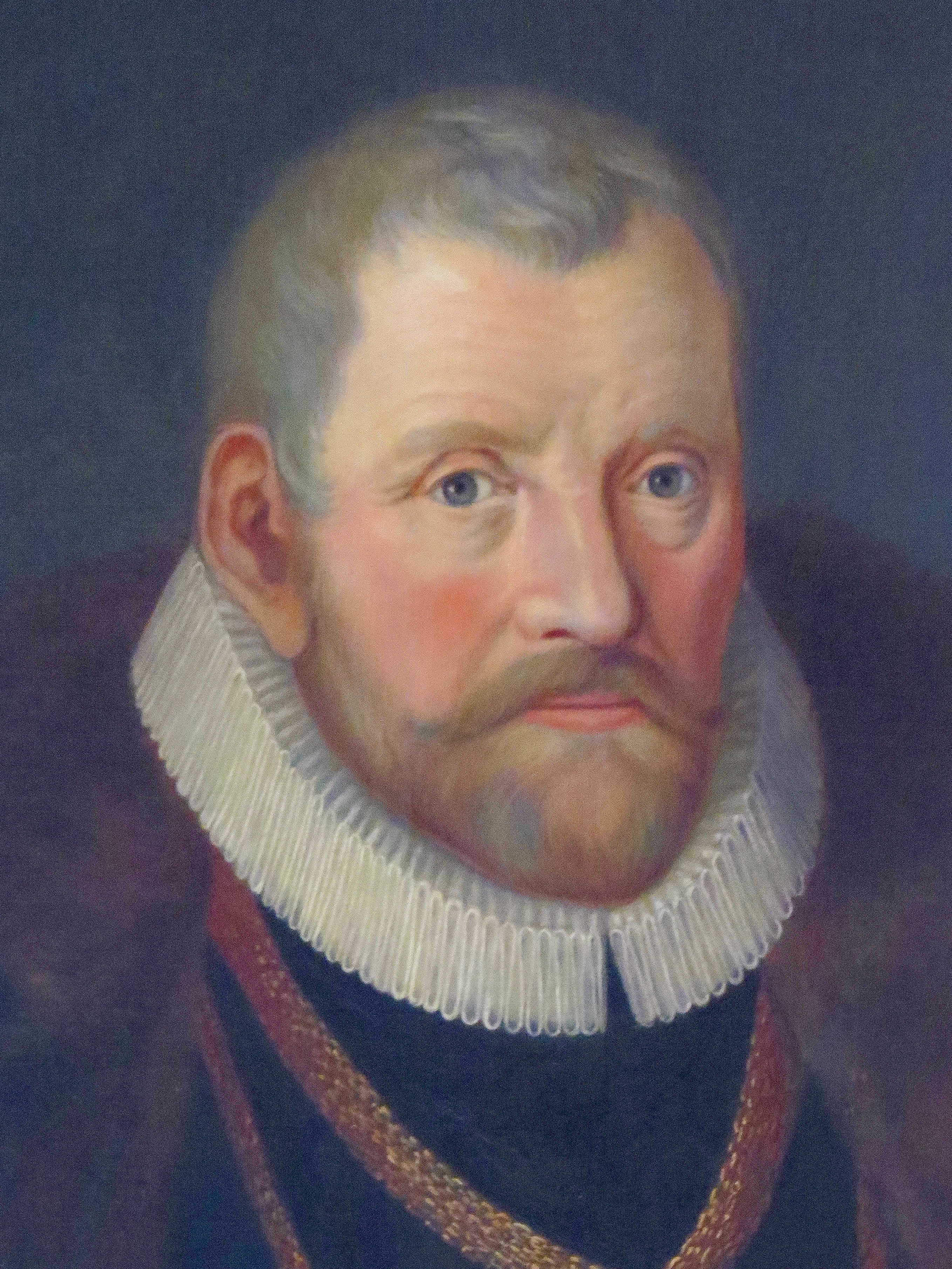
Christopher Valkendorff

Christoffer Valkendorff oder Valkendorf oder Walkendorf (* 1. September 1525 auf Gut Glorup bei Nyborg; † 17. Januar 1601 in Kopenhagen) war ein dänischer Adliger und Politiker. Unter drei dänischen Königen war er Statthalter von Norwegen, Island, Gotland und Kopenhagen, königlicher Rentmeister, Reichsrat sowie Reichshofmeister. Insbesondere widmete er sich der Verbesserung der königlichen Verwaltung und dem Ausbau von Kopenhagen.

## Leben
Valkendorff stammte aus einem ursprünglich deutschen Adelsgeschlecht, das im 14. Jahrhundert in Dänemark ansässig wurde.
Er war ein Sohn des Reichsrats Henning Valkendorff († 1535) und dessen zweiter Frau Sidsel († 1562), einer Tochter von Jörgen Friis. In erster Ehe war sein Vater mit Anne Johansdatter Oxe († vor 1524) verheiratet gewesen. Aus beiden Ehen hatte Valkendorff mehrere Geschwister. Sein Onkel väterlicherseits war Erik Valkendorf († 1522), der vorletzte katholische Erzbischof in Norwegen.
Über Valkendorffs Jugend ist nichts bekannt. Ein Studium im Ausland ist nicht belegt, doch lässt sich aus einer Bemerkung des Humanisten Anders Vedel, der ihn persönlich kannte und ihn als gebildeten Mann beschrieb, schließen, dass er eine höhere Bildung gehabt haben muss. Valkendorff blieb zeitlebens unverheiratet.
1551 wurde er Sekretär von König Christian III. Als Lohn für diese Tätigkeit erhielt er 1554 auf Lebenszeit die Propstei Bergen bzw. deren Einkünfte verliehen. Zwei Jahre später ernannte der König ihn zum Lehnsmann der königlichen Burgen Bergenhus und Vardøhus samt der umliegenden Gebiete sowie über die Finnmark. In Bergen behauptete Valkendorff sich erfolgreich gegenüber den mächtigen Hansekaufleuten, deren Privilegien und Monopole er einschränkte, und stärkte dadurch die Rechte der einheimischen Handwerker und Händler. Deutsche Handwerker, die keinen norwegischen Bürgereid schwören wollten, wurden ausgewiesen. Unterstützt wurde Valkendorff dabei von Mogens Gyldenstierne (1481–1569). Zudem schützte er die englische Handelsroute nach Russland. Da es sich König Friedrich II. nach dem Tod seines Vaters 1559 angesichts der drohenden Auseinandersetzung mit Schweden nicht mit Lübeck verderben wollte, wurde Valkendorff jedoch 1560 zurückberufen. Seine Amtsführung wurde vor dem Herrentag untersucht. Valkendorff verließ Dänemark und begab sich an den Hof von Kurfürst August von Sachsen.
Im folgenden Jahr wurde Valkendorff auf Betreiben der Mutter des Königs, Dorothea von Sachsen, als Berater und Vormund von Magnus, dem zum Bischof von Ösel ernannten jüngeren Bruder des Königs, nach Estland entsandt. Magnus konnte sich jedoch nicht behaupten. Ein Teil seiner Ländereien wurde bereits zu Beginn des Dreikronenkrieges von Schweden erobert. Mit Magnus’ Volljährigkeit 1563 wurde Valkendorff zum Statthalter von Livland ernannt. Seine Verhandlungen mit Vertretern Polens und des Ordensstaates scheiterten aber ebenso wie seine administrativen Bemühungen an der fehlenden Unterstützung aus Dänemark. Als Magnus sich mit dem russischen Zaren Ivan IV. verbündete, kehrte Valkendorff 1567 nach Dänemark zurück.
In den folgenden Jahren wurde er mit verschiedenen Aufgaben betraut, u. a. diente er ab 1569 zwei Jahre als Lehnsmann von Island und anschließend ebenfalls für zwei Jahre auf der Visborg auf Gotland. An beiden Orten ordnete er die staatliche und kirchliche Verwaltung neu. Im Anschluss daran wurde er 1573 zusammen mit den Reichsräten Jørgen Lykke und Bjørn Andersen nach Norwegen entsandt, um dort ein neues Staatsgesetz zu erarbeiten, das am 28. Mai 1574 in Kraft trat.

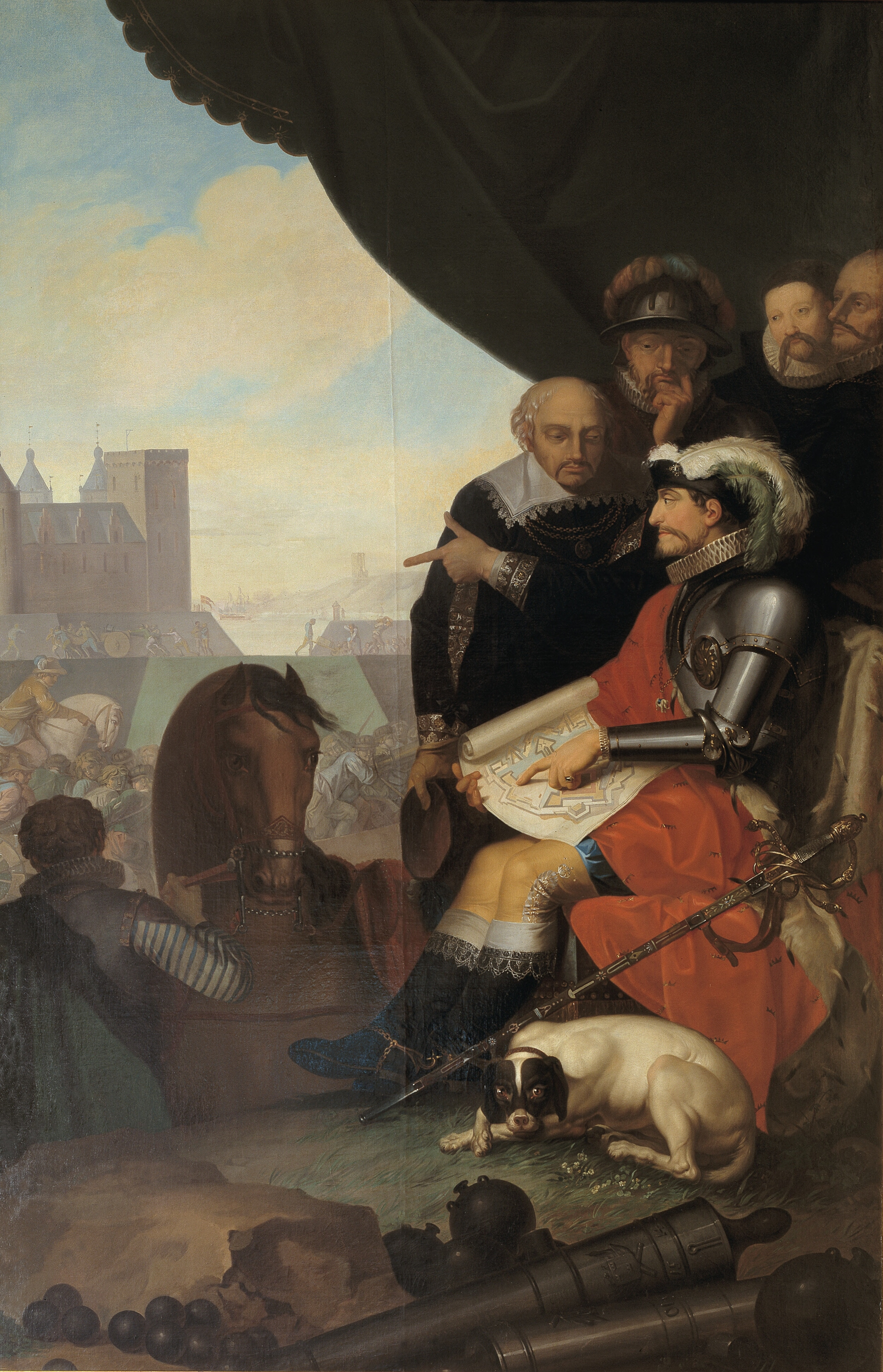
König Friedrich II. baut Schloss Kronborg (Gemälde von Nicolai Abildgaard, 1782), links neben dem König Valkendorff

Zurück in Dänemark wurde er 1574 zum Leiter der neugegründeten Steuerbehörde und königlichen Rentmeister ernannt. Zusammen mit Kanzler Niels Kaas konsolidierte er nach dem Dreikronenkrieg die königlichen Finanzen und die Verwaltung des Königreiches. Nach dem Tod von Peder Oxe wurde er 1575 dessen Nachfolger als Leiter der Finanzbehörde. 1577 erhielt er einen Sitz im Reichsrat und wurde 1579 zum Statthalter von Kopenhagen und ziviler Befehlshaber der Flotte in Bremerhom eingesetzt. Damit war er neben dem Kanzler der mächtigste Mann im Königreich. In Kopenhagen veranlasste er viele Baumaßnahmen, die er teilweise persönlich leitete, ließ neue Befestigungsanlagen errichten und sorgte für den Ausbau der Wasserversorgung und des Abwassersystems. Im 1582 angelegten Valkendorfs Bog wurden die Privilegien der Stadt festgeschrieben. Seit Bischof Absalon im 12. Jahrhundert soll niemand soviel für Kopenhagen getan haben wie Valkendorff.
Nach dem Tod von König Friedrich II. gehörte er ab 1588 zusammen mit Kaas zum vierköpfigen Regierungsrat, der die Regentschaft für den minderjährigen Nachfolger Christian IV. wahrnahm. Die schroffe Behandlung der Königswitwe Sophie von Mecklenburg durch die anderen Ratsmitglieder, die ihr im Königreich die Vormundschaft über ihre Kinder vorenthielten und sie gänzlich aus der Regierung fernhalten wollen, trug er nicht mit.
Mit seiner Politik, insbesondere der Neuordnung der Lehen, hatte Valkendorff sich jedoch auch Feinde unter dem Adel gemacht. Ohne königlichen Schutz wurde er für seine politischen Gegner angreifbar. So beschuldigte ihn Admiral Peder Munk, die Schiffe, mit denen Prinzessin Anna von Dänemark im Herbst 1589 über die Nordsee segelte, um König Jakob VI. von Schottland zu heiraten, ungenügend ausgerüstet zu haben, weshalb diese in einen schweren Sturm nur knapp dem Untergang entgingen. Valkendorff verteidigte sich mit der Behauptung, der Sturm sei von Hexen verursacht worden. Er löste damit die Kopenhagener Hexenprozesse von 1590 aus, denen unter anderen Anna Koldings zum Opfer fiel, und die Hexenprozesse von North Berwick in Edinburgh, unter deren Opfer sich Agnes Sampson befand.
Auch die Hinrichtung des Kaufmanns und Piraten Magnus Heinason wurde Valkendorff vorgeworfen. Gegen Heinason, der von Friedrich II. 1579 das Recht zum Monopolhandel über die Färöer sowie einen Kaperbrief erhalten hatte, war Valkendorff bereits 1580 wegen Betrugs vorgegangen, woraufhin Heinason das Handelsmonopol verloren hatte, jedoch die königliche Gunst behielt. Kurz nach dem Tod des Königs ließ Valkendorff ihn wegen Piraterie verurteilen und nur zwei Tage später am 16. Januar 1589 hinrichten, ohne ihm die Möglichkeit zu geben, sich auf dem Herrentag zu verteidigen. Dagegen protestierten Heinasons Witwe und Hans Lindenov, sein Freund unter den dänischen Adligen, und erreichten Hainasons posthumen Freispruch. Valkendorff trat kurz danach aus dem Regierungsrat aus, blieb aber Mitglied im Reichsrat und behielt seine übrigen Regierungsämter.
Als Christian IV. 1596 die Regierung selbst übernahm, ernannte er Valkendorff zum Reichshofmeister, dem mächtigsten Amt im Königreich, das nach Oxes Tod vakant gewesen war. Ihm zur Seite stand als Kanzler Christian Friis. Mit Arild Huitfeldt war Valkendorff befreundet. Dass eine persönliche Auseinandersetzung mit Valkendorff dazu geführt habe, dass der unter Friedrich II. sehr geförderte Tycho Brahe 1597 Dänemark verließ, ist nicht belegt.

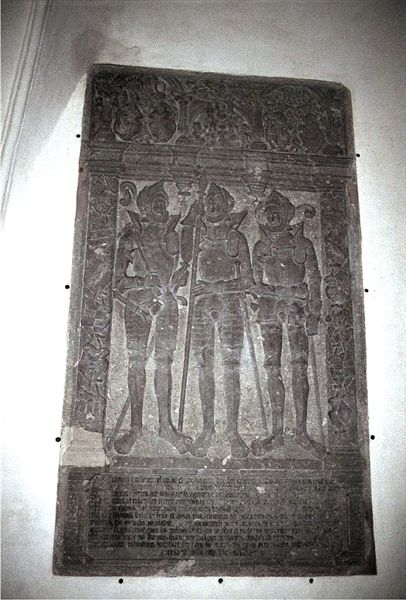
Grabstein der Gebrüder Valkendorff in der Kirche von Svindinge

Valkendorff starb am 17. Januar 1601 und wurde in der Vor Frue Kirke in Kopenhagen beigesetzt. Sein dortiges Grabmal wurde zusammen mit der Kirche beim Stadtbrand 1728 vernichtet. Erhalten blieb eine von dem Bildhauer Hans Maler hergestellte Grabplatte in der Kirche von Svindinge, die Valkendorff für sich und seine ebenfalls unverheiratet gebliebenen Brüder Jacob († 1567) und Axel Valkendorff, der 1565 im Dreikronenkrieg fiel, anfertigen ließ. Alle drei Brüder sind in Rüstung dargestellt, Christoffer in der Mitte.

## Besitz
Valkendorff besaß das väterliche Gut Glorup gemeinsam mit seinen Brüdern, von denen nur die Halbbrüder Jørgen und Erik († 1605) verheiratet waren. Die mittelalterliche Kirche von Svindinge, deren Kirchspiel dem Gut unterstand und in der auch seine Eltern und Brüder beigesetzt sind, ließ er 1574–77 im Renaissancestil neu erbauen. In seiner Zeit als Rentmeister gelang es ihm, durch Kauf und Tausch von Bauernhöfen aus Krongut den Besitz zu arrondieren. Um 1580 baute er auch den Hof neu auf als Vierflügelanlage mit Türmen an den Ecken.
Er selbst erhielt im Laufe seiner Karriere als Bezahlung für seine Dienste mehrere Güter und Ämter in fast allen Teilen des Königreiches Dänemark-Norwegen verliehen, darunter den ehemaligen Bischofssitz Roskildegaard samt Skjoldenæs auf Seeland (1573/74) und das in der Reformation aufgehobene Kloster in Aarhus (1575). Einige dieser Lehen behielt er nur für kurze Zeit, andere wie die Propstei in Bergen besaß er auf Lebenszeit. Daneben kaufte er weitere Güter und auch in Kopenhagen gehörten ihm mehrere Häuser. Anders als viele Zeitgenossen bereicherte er sich jedoch nicht auf Kosten anderer und unterdrückte auch seine Bauern nicht.

## Valkendorff-Kollegium
Wie etliche seiner wohlhabenden Zeitgenossen sorgte Valkendorff auch für die Verbesserung der Bildung in Dänemark, indem er einerseits begabten jungen Männern Studien ermöglichte und andererseits Schenkungen an Lateinschulen machte. Zusammen mit Kanzler Kaas veranlasste er 1586 den König zur Gründung einer Lateinschule im aufgelösten Zisterzienserkloster in Sorø. 1588 kaufte er das sogenannte Hvidekloster, das in der Reformation aufgelöste Karmeliterkloster in Kopenhagen, und richtete ein Wohn- und Studienhaus für sechzehn arme Studenten der Universität Kopenhagen ein, das er auch finanziell unterstützte. Das Kolleg besteht noch immer.